# (7259) Gaithersburg
(7259) Gaithersburg es un asteroide perteneciente al cinturón de asteroides, región del sistema solar que se encuentra entre las órbitas de Marte y Júpiter, descubierto el 6 de marzo de 1994 por Yoshisada Shimizu y el también astrónomo Takeshi Urata desde el Observatorio de Nachikatsuura, Wakayama, Japón.

## Designación y nombre
Designado provisionalmente como 1994 EG1. Fue nombrado por Gaithersburg, Maryland, que es una ciudad al norte de Washington D. C. Ubicada en la latitud acordada de +39°08´, una de las seis estaciones del Servicio internacional de latitud se estableció allí en 1899, y ahora es la sede del Instituto Nacional de Estándares y Tecnología.

## Características orbitales
Gaithersburg está situado a una distancia media del Sol de 2,648 ua, pudiendo alejarse hasta 2,948 ua y acercarse hasta 2,349 ua. Su excentricidad es 0,113 y la inclinación orbital 13,748 grados. Emplea 1574,11 días en completar una órbita alrededor del Sol.
Pertenece a la familia de asteroides de (15) Eunomia.

## Características físicas
La magnitud absoluta de Gaithersburg es 13,31.